# Birjuč
Birjuč (rusky Бирю́ч) je město v Bělgorodské oblasti v Ruské federaci. Je administrativním centrem Krasnogvardějského rajónu. Při sčítání lidu v roce 2010 mělo 7846 obyvatel. Žije zde přibližně 7 100 obyvatel.

## Poloha
Birjuč leží na levém, severním břehu Tiché Sosny, pravého přítoku Donu.
Od Bělgorodu, správního střediska celé oblasti, je Birjuč vzdálen přibližně 130 kilometrů na východ.

### Doprava
Přibližně třináct kilometrů jižně od Birjuče je železniční stanice Birjuč na trati Valujki–Liski.

## Dějiny
Městem byl Birjuč nejprve v letech 1779–1922; znovu je městem od roku 2007. Původní osadu založil 8. března 1705 kozák Ivan Medkov pod současným názvem, název nesla podle rokle Birjučaja Jaruga. Birjuč se 29. prosince 1779 stal městem a byl správním centrem ujezdu Voroněžské oblasti. Až do začátku 20. století zůstalo město díky své výhodné poloze na křižovatce silnic z Voroněže do Valujki a od Ostrogožska do Nového Oskolu významným centrem obchodu a řemesel. Po výstavbě železniční trati Charkov – Penza na konci 19. století se ekonomické centrum ujezdu přesunulo do Alexejevky.

### Vývoj počtu obyvatel
| 1897 | 13 081 |   |      |      |
| 1939 | 2527   |   |      |      |
| 1959 | 2306   |   |      |      |
| 1970 | 7559   |   |      |      |
| 1979 | 7952   |   |      |      |
| 1989 | 8798   |   |      |      |
| 2002 | 8079   | - | 2010 | 7846 |

Zdroj: sčítání lidu

### Rodáci
- Jevgenij Nikanorovič Pavlovskij (1884–1965), zoolog a parazitolog